# Aloha Mobile Village
Aloha Mobile Village es un área no incorporada ubicada en el condado de Santa Clara en el estado estadounidense de California.

## Geografía
Aloha Mobile Village se encuentra ubicada en las coordenadas 37°21′13″N 122°0′46″O / 37.35361, -122.01278.